# EuroDreams
 (octobre 2023).
 (octobre 2023).
La mise en forme du texte ne suit pas les recommandations de Wikipédia : il faut le « wikifier ».
Les points d'amélioration suivants sont les cas les plus fréquents :
- Les titres sont pré-formatés par le logiciel. Ils ne sont ni en capitales, ni en gras.
- Le texte ne doit pas être écrit en capitales (les noms de famille non plus), ni en gras, ni en italique, ni en « petit »…
- Le gras n'est utilisé que pour surligner le titre de l'article dans l'introduction, une seule fois.
- L'italique est rarement utilisé : mots en langue étrangère, titres d'œuvres, noms de bateaux, etc.
- Les citations ne sont pas en italique mais en corps de texte normal. Elles sont entourées par des guillemets français : « et ».
- Les listes à puces sont à éviter, des paragraphes rédigés étant largement préférés. Les tableaux sont à réserver à la présentation de données structurées (résultats, etc.).
- Les appels de note de bas de page (petits chiffres en exposant, introduits par l'outil «  Source ») sont à placer entre la fin de phrase et le point final[comme ça].
- Les liens internes (vers d'autres articles de Wikipédia) sont à choisir avec parcimonie. Créez des liens vers des articles approfondissant le sujet. Les termes génériques sans rapport avec le sujet sont à éviter, ainsi que les répétitions de liens vers un même terme.
- Les liens externes sont à placer uniquement dans une section « Liens externes », à la fin de l'article. Ces liens sont à choisir avec parcimonie suivant les règles définies. Si un lien sert de source à l'article, son insertion dans le texte est à faire par les notes de bas de page.
- La présentation des références doit suivre les conventions bibliographiques. Il est recommandé d'utiliser les modèles {{Ouvrage}}, {{Chapitre}}, {{Article}}, {{Lien web}} et/ou {{Bibliographie}}. Le mode d'édition visuel peut mettre en forme automatiquement les références.
- Insérer une infobox (cadre d'informations à droite) n'est pas obligatoire pour parachever la mise en page.

Pour une aide détaillée, merci de consulter Aide:Wikification.
Si vous pensez que ces points ont été résolus, vous pouvez retirer ce bandeau et améliorer la mise en forme d'un autre article.

Logo d'EuroDreams en France depuis son lancement

EuroDreams est une loterie transnationale, proposée dans 8 pays et initié par la Loterie Romande. Le premier tirage a lieu le lundi 6 novembre 2023.

## Pays participants
| Année d'adhésion | Pays       | Opérateur local                                                                      |
| ---------------- | ---------- | ------------------------------------------------------------------------------------ |
| 2023             | Autriche   | Österreichische Lotterien GmbH                                                       |
| 2023             | Belgique   | Loterie Nationale                                                                    |
| 2023             | Espagne    | Sociedad Estatal Loterías y Apuestas del Estado                                      |
| 2023             | France     | La Française des jeux                                                                |
| 2023             | Irlande    | Premier Lotteries Ireland                                                            |
| 2023             | Luxembourg | Oeuvre Nationale de Secours Grande-Duchesse Charlotte                                |
| 2023             | Suisse     | Société de la Loterie de la Suisse Romande et Swisslos Interkantonale Landeslotterie |
| 2023             | Portugal   | Departamento de Jogos da Santa Casa da Misericórdia de Lisboa                        |

## Principe
Le jeu consiste à choisir 6 numéros parmi 40 proposés et 1 numéro complémentaire, appelé n° Dream, parmi les 5 proposés. Le joueur sélectionne ses numéros sur les grilles dans les points de ventes ou via internet ou application mobile. La mise est de 2,50 euros (ou son équivalent dans la monnaie locale).
Les prises de jeux commencent le 30 octobre 2023 en France et le premier tirage a lieu le lundi 6 novembre 2023. Les tirages ont lieu les lundis et jeudis.
Le gain de premier rang (jackpot) est de 20 000 euros par mois, tous les mois pendant 30 ans ; soit 7,2 millions d’euros. Contrairement à d'autres loteries comme Euromillions, la cagnotte reste fixe et n'augmente pas si la combinaison n'a pas été remportée à un tirage.
Le gain de 2ème rang est de 2 000 € par mois pendant 5 ans (correspond à un montant unitaire de 120 000 €). Il correspond à la découverte des 6 numéros gagnants, sans le n° Dreams.
S'il y a plusieurs grilles gagnantes avec les six bons numéros et le numéro "Dream", le gain sera versé tous les mois dans la limite de trois grilles gagnantes, soit 60 000€ mensuels au maximum. Si plus de trois grilles sont gagnantes, le montant total est alors versé en une seule fois et à hauteur de 21,6 millions d’euros.
Dans l'hypothèse où plusieurs grilles sont gagnantes avec les six bons numéros, mais sans le numéro "Dream", le gain sera versé tous les mois, mais dans la limite de 12 grilles gagnantes, soit 24.000 euros mensuels au maximum.
Pour chaque opérateur de loterie participant à EuroDreams, la part des mises dévolue aux gagnants du jeu EuroDreams, globalement et non tirage par tirage, est de 52% des mises. La part des mises dévolue aux gagnants est de 1,30 € par Combinaison Simple.

### Rangs et probabilités de gains
| Rang | Bons numéros | Numéro Dreams         | Probabilité de gain sur ce rang (1/x) |
| ---- | ------------ | --------------------- | ------------------------------------- |
| 1    | 6 numéros    | 1 numéro (1)          | 19 191 900                            |
| 2    | 6 numéros    | 0 numéro (1)          | 4 797 975                             |
| 3    | 5 numéros    | Ne s'applique pas (2) | 18 815,6                              |
| 4    | 4 numéros    | Ne s'applique pas (2) | 456,1                                 |
| 5    | 3 numéros    | Ne s'applique pas (2) | 32,1                                  |
| 6    | 2 numéros    | Ne s'applique pas (2) | 5,5                                   |

Au total, il y a une chance sur 4,66 de gagner. Cela représente 19 millions de combinaisons.
Il y a 78,5 % de jeux perdants, 18,2 % de jeux remboursés, 3,3 % de jeux gagnants.
(1) "double pool" & (2) "single pool"[réf. nécessaire]

### Paris multiples
Le joueur a la possibilité de cocher plusieurs numéros sur une grille (pari multiple)
|                  | 6 numéros | 7 numéros | 8 numéros | 9 numéros | 10 numéros |
| ---------------- | --------- | --------- | --------- | --------- | ---------- |
| 1 numéro Dreams  | 2,50€     | 17,5€     | 70€       | 210€      | 525€       |
| 2 numéros Dreams | 5€        | 35€       | 140€      | 420€      |            |
| 3 numéros Dreams | 7,50€     | 52,5€     | 210€      | 630€      |            |
| 4 numéros Dreams | 10€       | 70€       | 280€      |           |            |
| 5 numéros Dreams | 12,50€    | 87,5€     | 350€      |           |            |

### Détermination des résultats
Le tirage au sort a lieu à 21h00 (heure de Paris) les lundis et jeudis. Le tirage est procédé de manière électronique par un technicien de la Française des jeux. Le tirage se déroule dans les locaux de la FDJ à Boulogne-Billancourt pour l'ensemble des pays participants. Un commissaire de justice et un auditeur étranger mandaté par les autres pays membres constatent le bon déroulé du tirage au sort des numéros.
En France, du lancement du jeu au 22 août 2024, les résultats sont révélés en animation 3D vers 22h00. L'animation 3D était diffusé uniquement sur internet.
À partir du 26 août 2024, le tirage est présenté en plateau par Justine Aucello, et il est diffusé sur TF1 vers 23h00. Ainsi en France les résultats sont disponibles sur Internet, en points de vente et à la télévision.

## Décisions du régulateur
L'Autorité nationale des jeux (ANJ) a interdit à la Française des jeux de réaliser des tirages spéciaux de super cagnotte durant la première année d'exploitation. Le régulateur souhaite qu'une étude d'impact sur l'addiction soit effectuée. L'ANJ a également limité la communication autour du jeu, afin qu'il ne soit pas fait usage de promotion sur un « gain à vie » ou un moyen de gagner sa vie ou comme une alternative au travail.
En 2025, l'ANJ a conclu que la loterie EuroDreams ne posait pas de problématiques d'addiction. Devant une participation jugée moins importante qu'attendue, le régulateur a finalement autorisé la tenue de 4 tirages exceptionnels entre les mois de mars et de novembre (10 gagnants garantis à 2000€ par mois pendant 5 ans).

## Diffusion
Depuis le 26 août 2024, le résultat du tirage est diffusé en France sur TF1 et présenté en alternance par Justine Aucello, Aurélie Konaté et Khady Diallo.